# استقلال انگلستان
استقلال انگلستان، ایده‌آل سیاسی گروهی در انگلستان است که بزرگ‌ترین و پرجمعیت‌ترین کشور در بریتانیا را از آن جدا و به کشور مستقل، جدا از اسکاتلند، ولز و ایرلند شمالی تبدیل کنند. سطوح علاقه به استقلال انگلیسی در دهه‌های اخیر در نتیجه مستقیم اعطای قدرت بیشتر به اسکاتلند و ولز، جایی که احزاب سیاسی مهم منطقه ای نظیر حزب ملی اسکاتلند و پلید کمری برای استقلال اسکاتلندی و ولزی مبارزه می‌کنند، افزایش یافته است. استقلال انگلستان در سیاست بریتانیا به عنوان راهی برای حل این مسئله که نماینده‌های ولزی و اسکاتلندی مجلس عوام می‌توانند برای مسائل مربوط به انگلستان تصمیم بگیرند ولی نماینده‌های انگلیسی لزوماً همان قدرت را در مسائل معادل در اسکاتلند یا ولز ندارند، چرا که آن‌ها به مجلس اسکاتلند یا مجمع ملی ولز واگذار شده‌اند، مطرح شده است.
گرچه برخی احزاب کوچک برای این مسئله مبارزه کرده‌اند همه احزاب عمده بریتانیایی، ایدئولوژی اتحادگرایی بریتانیایی را که حامی حفظ اتحاد پادشاهی متحد و ایرلند شمالی است رد می‌کنند و با تغییر در وضعیت قانونی انگلستان مخالف‌اند.